# Zvezdan Pejović
Zvezdan Pejović (* 28. Oktober 1966 in Titograd, SFR Jugoslawien) ist ein ehemaliger montenegrinischer Fußballspieler.

## Karriere
Pejović begann mit dem Fußballspielen in der Jugend des OFK Titograd. Über seine weiteren Heimatvereine FK Mladost Podgorica und FK Budućnost Podgorica wechselte er im Jahr 1988 zu Hajduk Split nach Kroatien.
In der Saison 1992/93 absolvierte er mit dem damaligen Zweitligisten VfL Osnabrück bei der 3:1-Niederlage gegen FC Homburg sein erstes Profispiel in Deutschland, stieg jedoch mit Osnabrück ab und schloss sich dem FC Carl Zeiss Jena an. Dort erzielte er zwei Tore in 15 Spielen. Anschließend wechselte er zu Fortuna Düsseldorf, denen er im ersten Jahr zum Aufstieg in die Bundesliga verhalf. In der Bundesliga-Saison 1995/96 kam er achtmal zum Einsatz. Sein Debüt gab er am dritten Spieltag beim 1:1-Unentschieden gegen Schalke 04. Zur Saison 1996/97 wechselte er zu Eintracht Frankfurt, wo er innerhalb einer Saison 14-mal in der zweiten Liga zum Einsatz kam.